# Gare de Champagney
La gare de Champagney est une gare ferroviaire française de la ligne de Paris-Est à Mulhouse-Ville, située sur le territoire de la commune de Champagney, dans le département de la Haute-Saône, en région Bourgogne-Franche-Comté.
Elle est mise en service en 1858 par la Compagnie des chemins de fer de l'Est. C'est un point d'arrêt sans personnel de la Société nationale des chemins de fer français (SNCF) desservi par des trains TER Bourgogne-Franche-Comté.

## Situation ferroviaire
Établie à 387 m d'altitude, la gare de Champagney est située au point kilométrique (PK) 427,249 de la ligne de Paris-Est à Mulhouse-Ville, entre les gares de Ronchamp et de Bas-Évette.

## Histoire

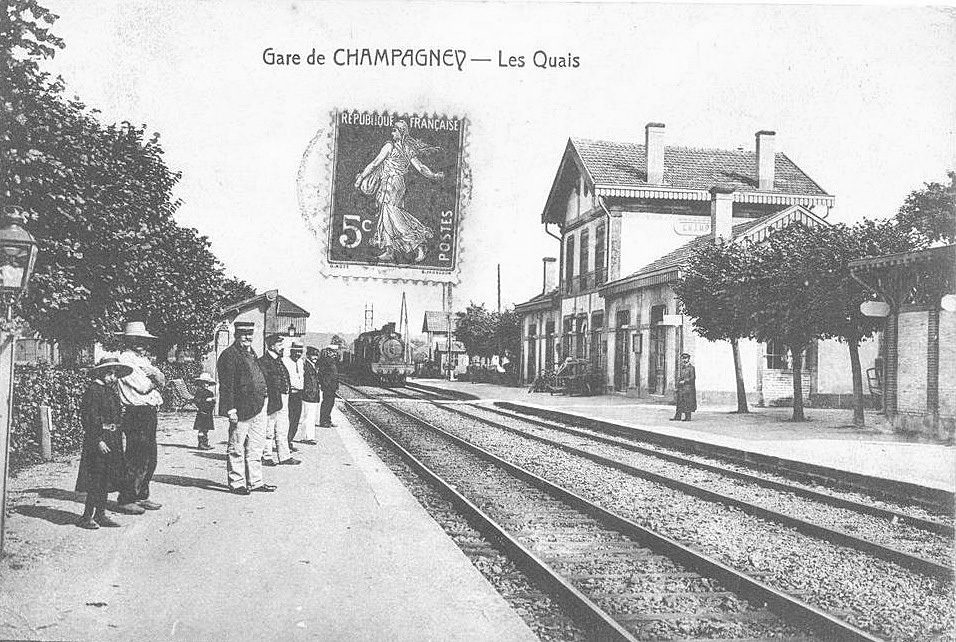
La gare au début du XXe siècle.

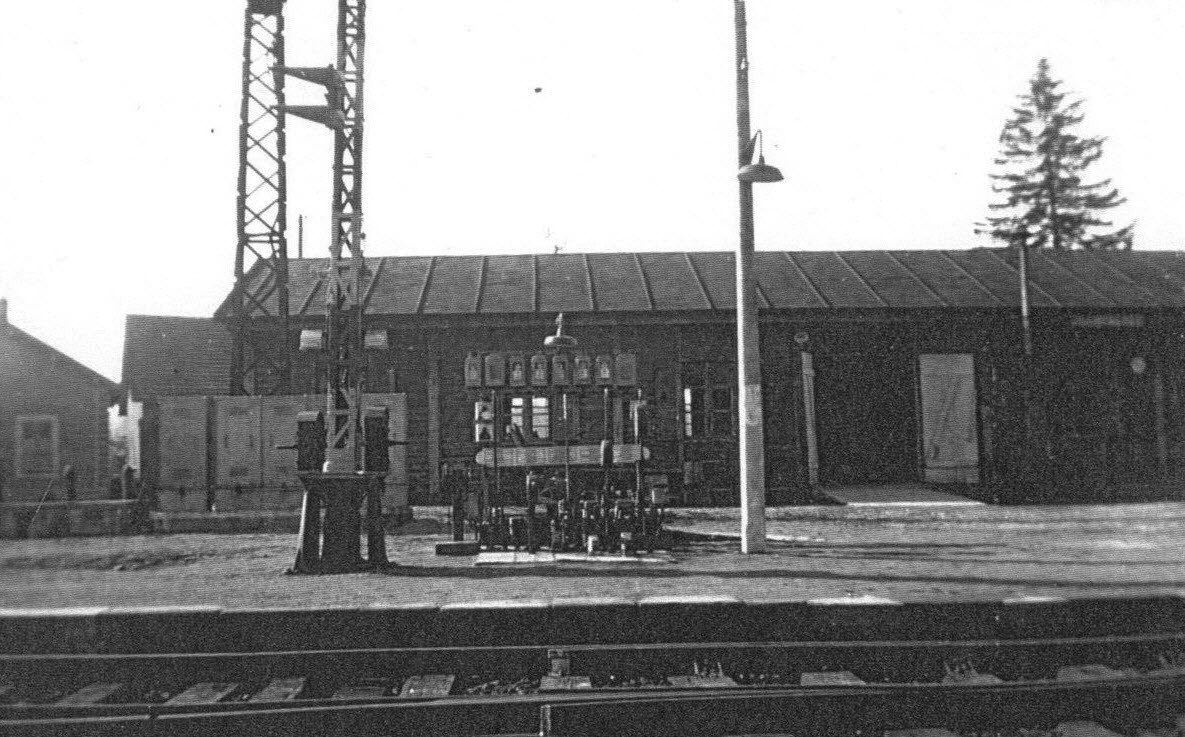
Baraquement provisoire à la fin des années 1940.

La « station de Champagney » est mise en service le 26 avril 1858 par la Compagnie des chemins de fer de l'Est, lorsqu'elle ouvre à l'exploitation la section de Vesoul à Belfort qui permet l'ouverture de la totalité de sa ligne de Paris à Mulhouse. Les installations de la gare sont opérationnelles le jour de l'ouverture.
La gare est détruite pendant la Seconde Guerre mondiale. Après avoir envisagé d'en implanter une nouvelle au centre du village en 1946 puis en 1948, l'idée est abandonnée par le conseil municipal en raison des coûts trop importants pour la commune. Un baraquement provisoire en bois incluant un logement de fonction est installé après la Libération avant qu'un nouveau bâtiment ne soit construit dans les années 1950 à l'emplacement de l'ancienne gare, dont les ruines ont été démolies par l'entreprise Picot d'Andelnans,.

## Fréquentation
De 2015 à 2024, selon les estimations de la SNCF, la fréquentation annuelle de la gare s'élève aux nombres indiqués dans le tableau ci-dessous.
| Année     | 2015   | 2016   | 2017   | 2018   | 2019   | 2020   | 2021   | 2022   | 2023   | 2024   |
| --------- | ------ | ------ | ------ | ------ | ------ | ------ | ------ | ------ | ------ | ------ |
| Voyageurs | 43 545 | 43 374 | 46 864 | 44 324 | 52 227 | 52 119 | 52 818 | 69 916 | 57 942 | 68 063 |

## Service des voyageurs

### Accueil
Halte SNCF, c'est un point d'arrêt non géré (PANG) à entrée libre. Elle est équipée d'un automate pour l'achat de titres de transport.

### Desserte
Champagney est desservie par des trains TER Bourgogne-Franche-Comté, qui effectuent des missions entre les gares de Vesoul ou Épinal et de Belfort.

### Intermodalité
Un parc à vélos et un parking pour les véhicules y sont aménagés.

## Galerie de photographies

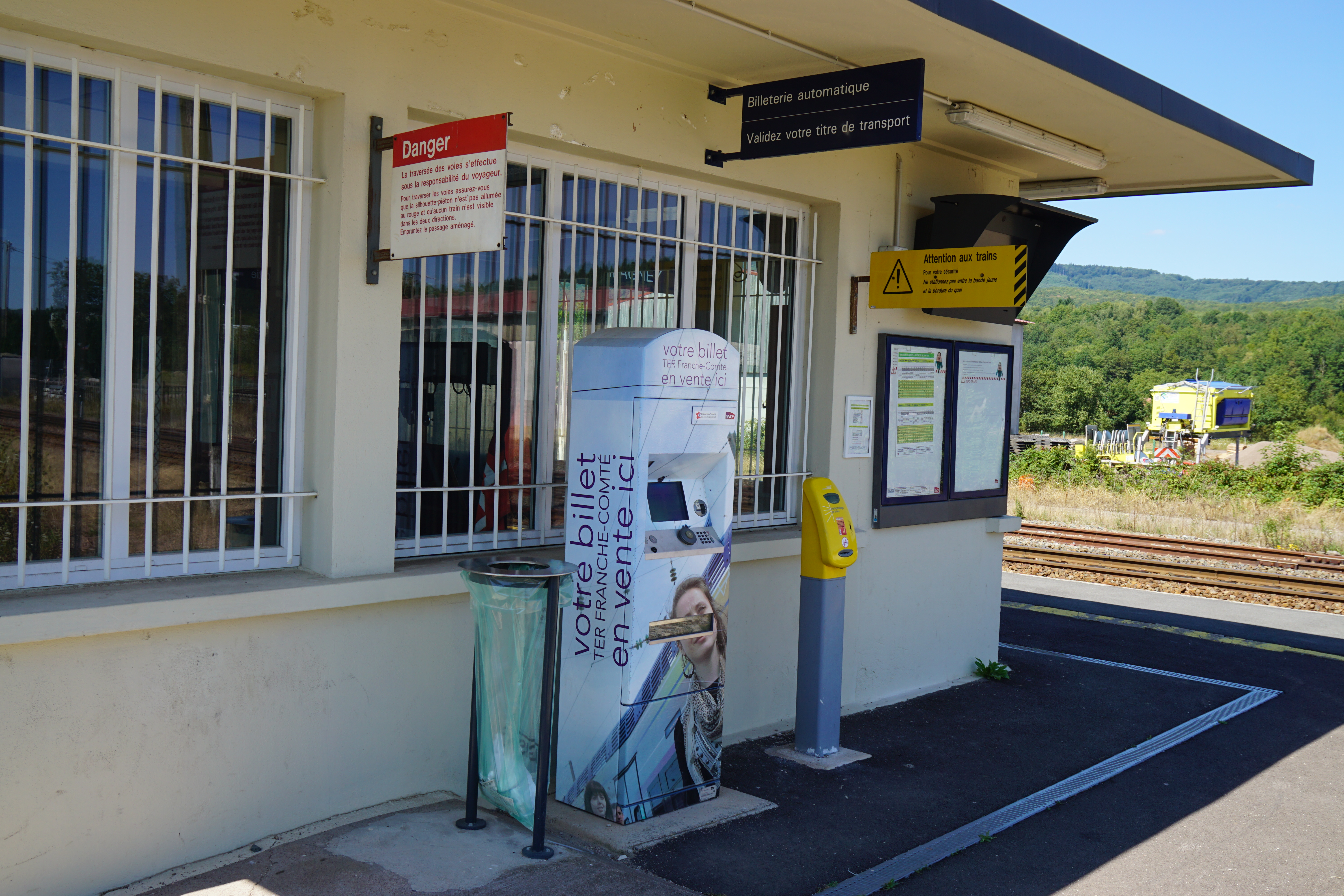
L'automate.
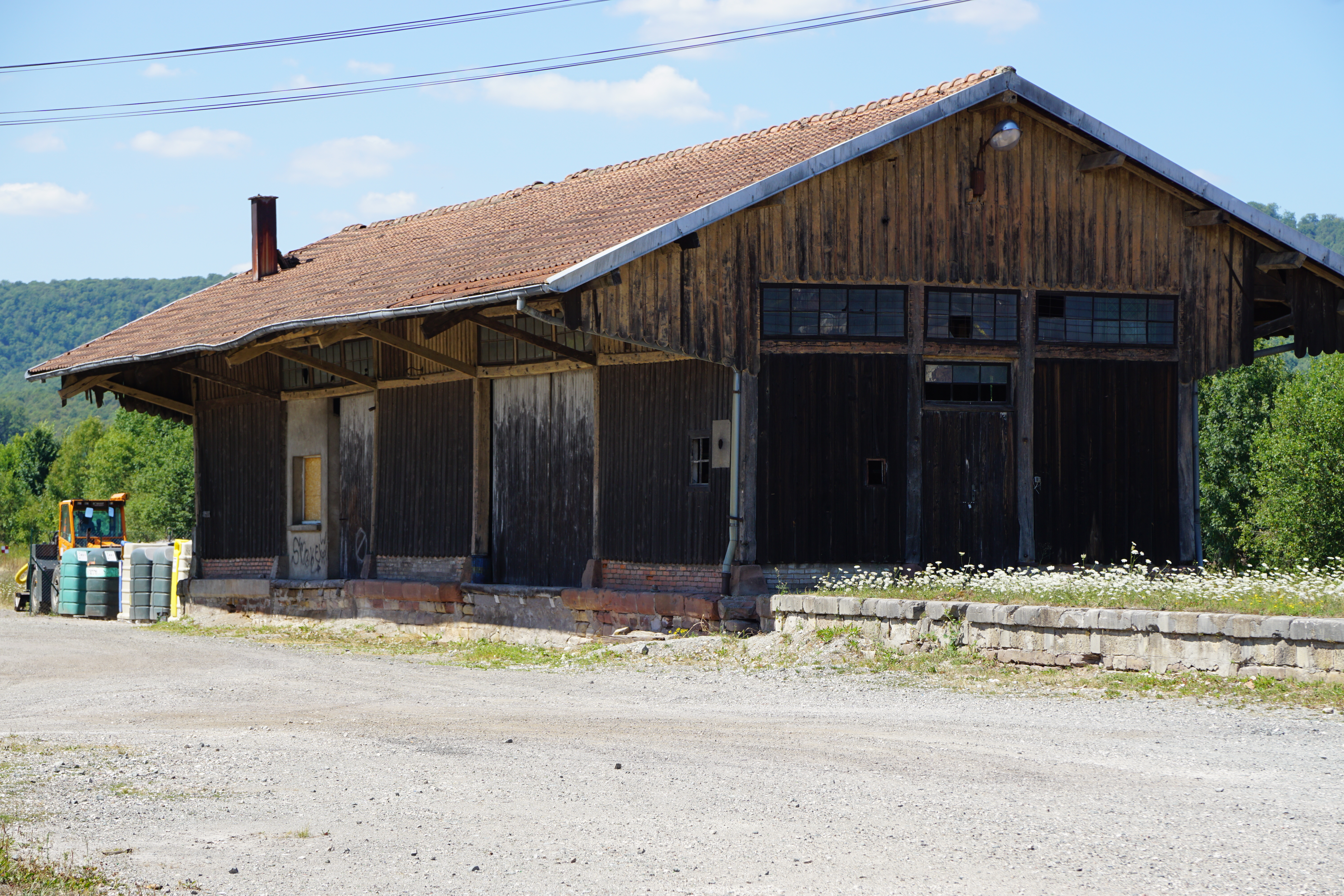
Un hangar à marchandise.
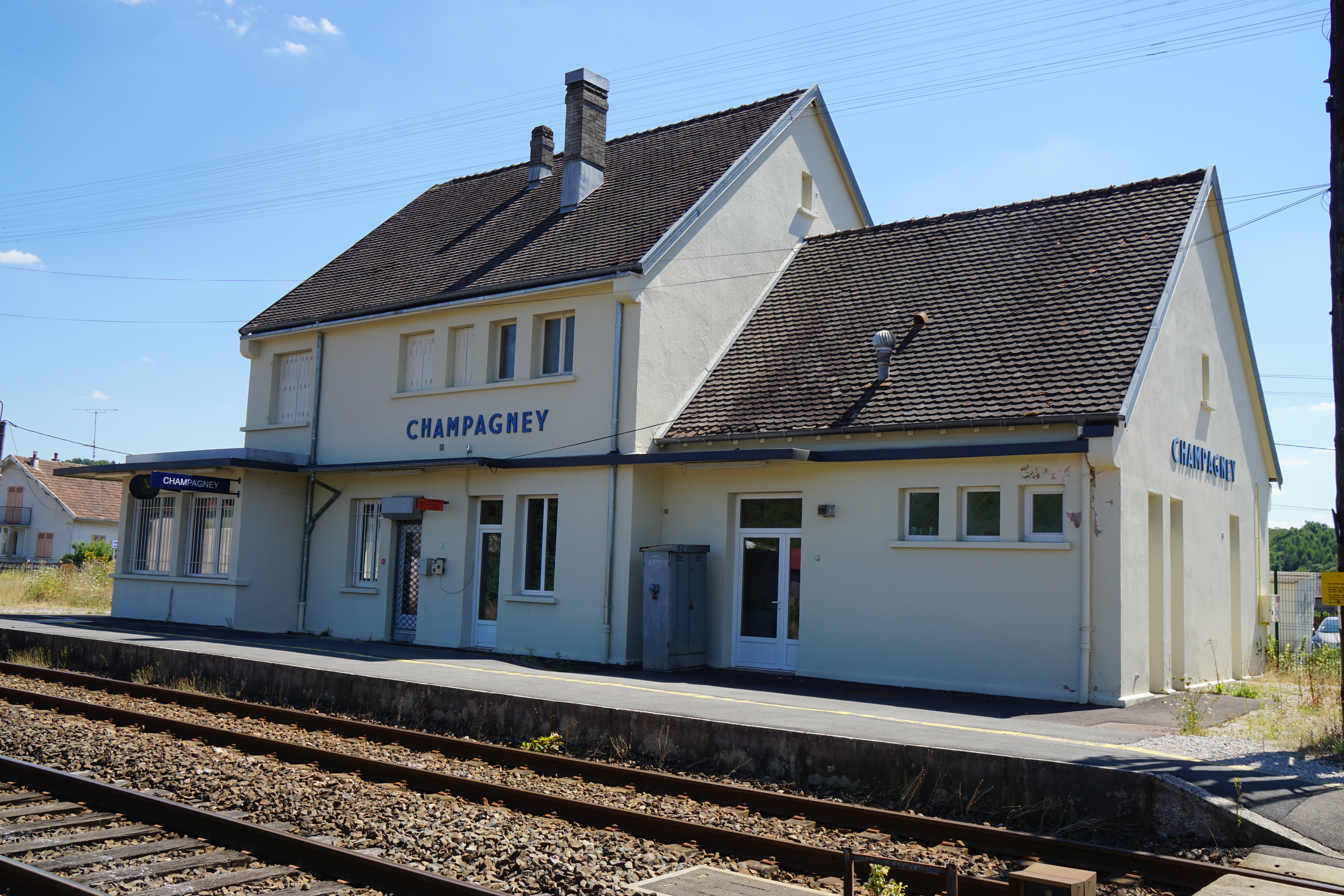
L'ancien bâtiment d’accueil.
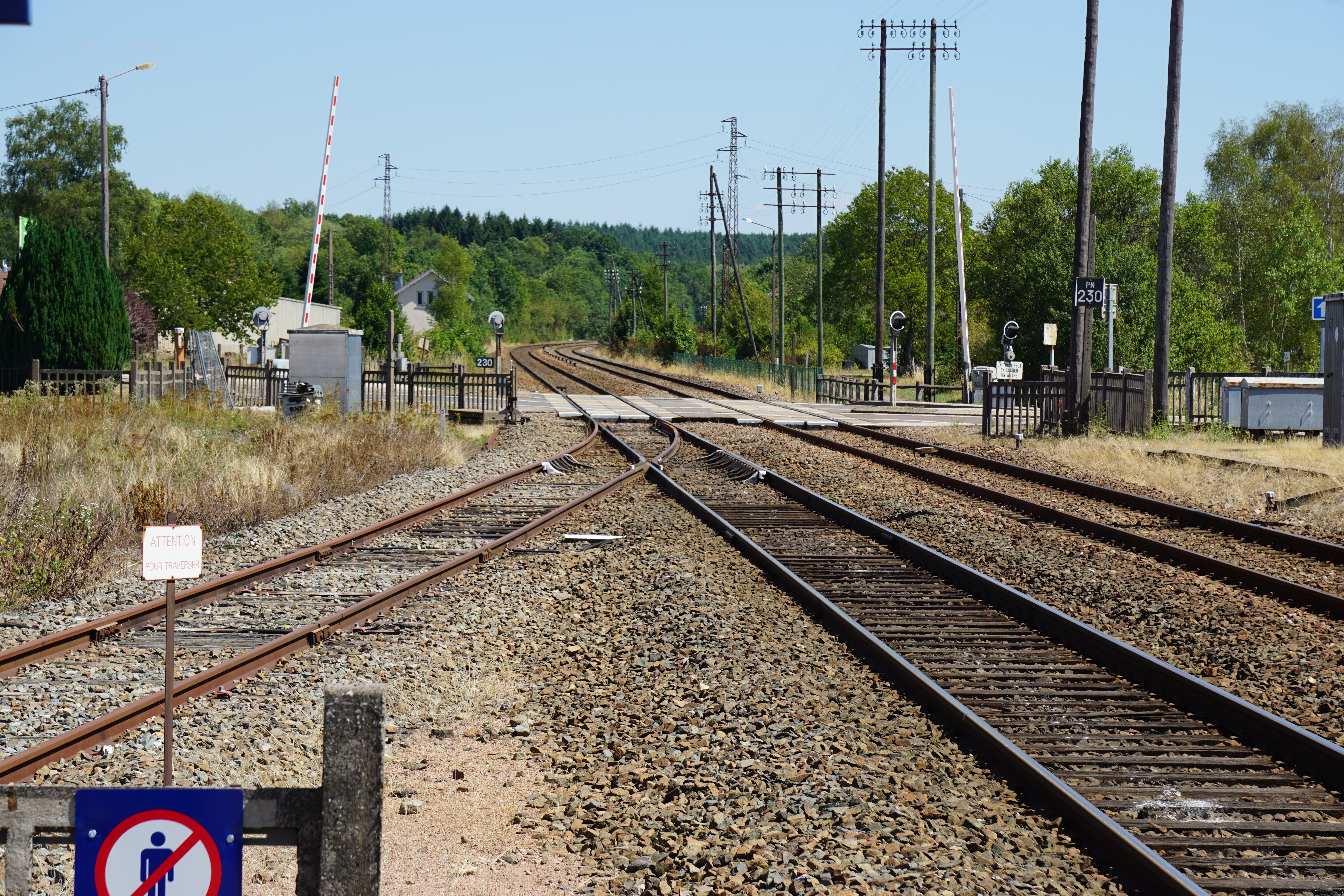
L'échangeur et le passage à niveau.